# Мізоново
Мізо́ново (рос. Мизоново) — село у складі Ішимського району Тюменської області, Росія.
Населення — 1047 осіб (2010, 1252 у 2002).
Національний склад станом на 2002 рік:
- росіяни — 92 %